# Кејнан (Конектикат)
Кејнан (енгл. Canaan) насељено је место без административног статуса у америчкој савезној држави Конектикат.

## Демографија
По попису из 2010. године број становника је 1.212, што је 76 (-5,9%) становника мање него 2000. године.
| Група             | 2000.         | 2010.         |
| Белци             | 1.198 (93,0%) | 1.048 (86,5%) |
| Афроамериканци    | 19 (1,5%)     | 17 (1,4%)     |
| Азијати           | 5 (0,4%)      | 7 (0,6%)      |
| Хиспаноамериканци | 53 (4,1%)     | 127 (10,5%)   |
| Укупно            | 1.288         | 1.212         |